# Goodenia lobata
Goodenia lobata är en tvåhjärtbladig växtart som beskrevs av Ernest Horace Ising. Goodenia lobata ingår i släktet Goodenia och familjen Goodeniaceae. Inga underarter finns listade i Catalogue of Life.